# بالبک (ایندیانا)
بالبک (به انگلیسی: Balbec) یک منطقهٔ مسکونی در ایالات متحده آمریکا است که در شهرستان جی، ایندیانا واقع شده‌است. بالبک ۲۶۷٫۹۲ متر بالاتر از سطح دریا واقع شده‌است.